# Оркера, Лучано
Лучано Оркера (итал. и исп. Luciano Orquera, род. 12 октября 1981, Кордова) — итальянский регбист аргентинского происхождения, выступавший на позиции флай-хава.

## Игровая карьера

### Клубная
Родился в Кордобе в семье итальянского происхождения. Начинал игровую карьеру в аргентинском клубе «Палермо Бахо», в 2002 году переехал в Италию, где дебютировал в клубе «Мирано 1957» матчем против «Леонесса 1928» в дивизионе A2; сыграл за сезон 26 матчей и набрал 407 очков. Дебют в чемпионате Италии, известном тогда как «Супер 10», состоялся через год в составе клуба «Петрарка» из Падуи (2 ноября 2003 года, матч против «Ровиго). Выступал на позиции флай-хава попеременно с Андреа Маркато.
В 2005 году Оркера перешёл во французский клуб «Ош Жер», в 2006 году стал игроком французского «Брива», где игра до 2011 года. Сезон 2011/2012 провёл в составе итальянского «Айрони», после его расформирования перешёл в «Цебре», где играл до 2015 года. В сезоне 2015/2016 стал игроком парижского клуба «Масси». В 2016 году, не сумев пробиться с «Масси» в Про Д2, перешёл в клуб «Ницца» из Федераль 2, а в самой Ницце ему предложили работу в сфере недвижимости, где ему 
По окончании сезона 2017/2018 и выхода в Федераль 1 Оркера завершил игровую карьеру. Одновременно Оркера стал техническим директором клуба «Монако».

### В сборной
6 ноября 2004 года Оркера дебютировал в сборной Италии под руководством Джона Кируэна, проведя матч против Канады, а в начале 2005 года дебютировал в Кубке шести наций. Во время работы Пьера Бербизье в сборной вызывался очень редко, в заявку на чемпионат мира 2007 года не попал. Последующий тренер Ник Маллетт не вызывал Оркеру из-за травм на тест-матчи против ЮАР и Аргентины, но вызвал его на замену того же Андреа Маркато и на матчи Кубка шести наций 2009 года.
В 2011 году Оркера после череды травм наконец-то выступил на Кубке шести наций и сыграл на чемпионате мира, проведя на мировом первенстве в Новой Зеландии три матча и набрав 5 очков благодаря занесённой попытке. Из-за травмы он пропустил Кубок шести наций 2012, сыграв при этом тест-матчи в ноябре того же года. 3 февраля 2013 года он был признан лучшим игроком матча Кубка шести наций, в котором итальянцы переиграли французов 23:18.
21 марта 2015 года Оркера сыграл свой 48-й матч за сборную Италии против Уэльса, который стал для него последним в карьере: он набрал во всех 48 встречах 154 очка. В мае 2015 года он объявил, что завершает карьеру в сборной и не будет даже претендовать на место в заявке на чемпионат мира.